# Hrastenice
Hrastenice je naselje v Občini Dobrova-Polhov Gradec.